# كارل زايفرت
كارل زايفرت (بالإنجليزية: Carl Keenan Seyfert) هو عالم فلكي أمريكي ولد في 11 فبراير 1911 بمدينة ناشفيل تينيسي، وتوفي في 13 يونيو 1960 إثر حادث مرور.
اشتهر زايفرت بدراسته لخط إثارة عالية في طيف بعض أنوية المجرات الحلزونية. وقد سميت تلك الأصناف من المجرات ب مجرات زايفرت على اسمه وكان ذلك عام 1943. ويوجد أيضا ما يسمى سداسية زايفرت، وهي مجموعة من المجرات سميت باسمه تقديرا له.

## اقرأ أيضا
- مجرة زايفرت
- شارل مسييه
- بيير ميشان
- فهرس مسييه
- إدوين هابل
- مجرة حلزونية
- خط زمني للانفجار العظيم

## وصلات خارجية
- كارل زايفرت على موقع الموسوعة البريطانية (الإنجليزية)

- موقع الكون